# Labocephalus
Labocephalus is een geslacht van kevers uit de familie van de loopkevers (Carabidae). De wetenschappelijke naam van het geslacht is voor het eerst geldig gepubliceerd in 1848 door Chaudoir.

## Soorten
Het geslacht Labocephalus omvat de volgende soorten:
- Labocephalus longipennis (Castelnau, 1835)
- Labocephalus occipitalis Jeannel, 1949
- Labocephalus platysomus Alluaud, 1918
- Labocephalus striatus (Guerin-Meneville, 1832)